# Ryska revolutionens historia
Ryska revolutionens historia (ryska: История русской революции) är en tre volymers skildring av den ryska revolutionen, skriven av bolsjevikledaren Lev Trotskij i början av 1930-talet. Trotskij skrev denna trilogi i exil och hans version skiljer sig avsevärt från den officiella stalinistiska historieskrivningen som påbörjats i Sovjetunionen. Trots att författaren själv är en av huvudpersonerna i boken är det ingen självbiografisk skildring, och Trotskij nämns i tredje person där han förekommer. 
Serien översattes till svenska från engelska i slutet av 1980-talet och de tre banden har titlarna: Störtandet av tsarismen, Försöket till kontrarevolution och Sovjeternas triumf.